# Messier 102
Messier 102 of NGC 5866 is een lensvormig sterrenstelsel, dat door de Franse kometenjager Charles Messier in diens lijst van nevelachtige objecten werd opgenomen, maar waarvan het niet zeker is welk object ermee bedoeld wordt.
De twee meest waarschijnlijke sterrenstelsels die Messier als nummer 102 in zijn lijst opnam zijn Messier 101 in de Grote Beer (Ursa Major), die hiermee dubbel door Messier zou zijn opgenomen, of het stelsel NGC 5866 in het sterrenbeeld Draak (Draco). Ook andere, minder waarschijnlijke kandidaatstelsels zijn door diverse astronomen naar voren geschoven.